# Péter Boross

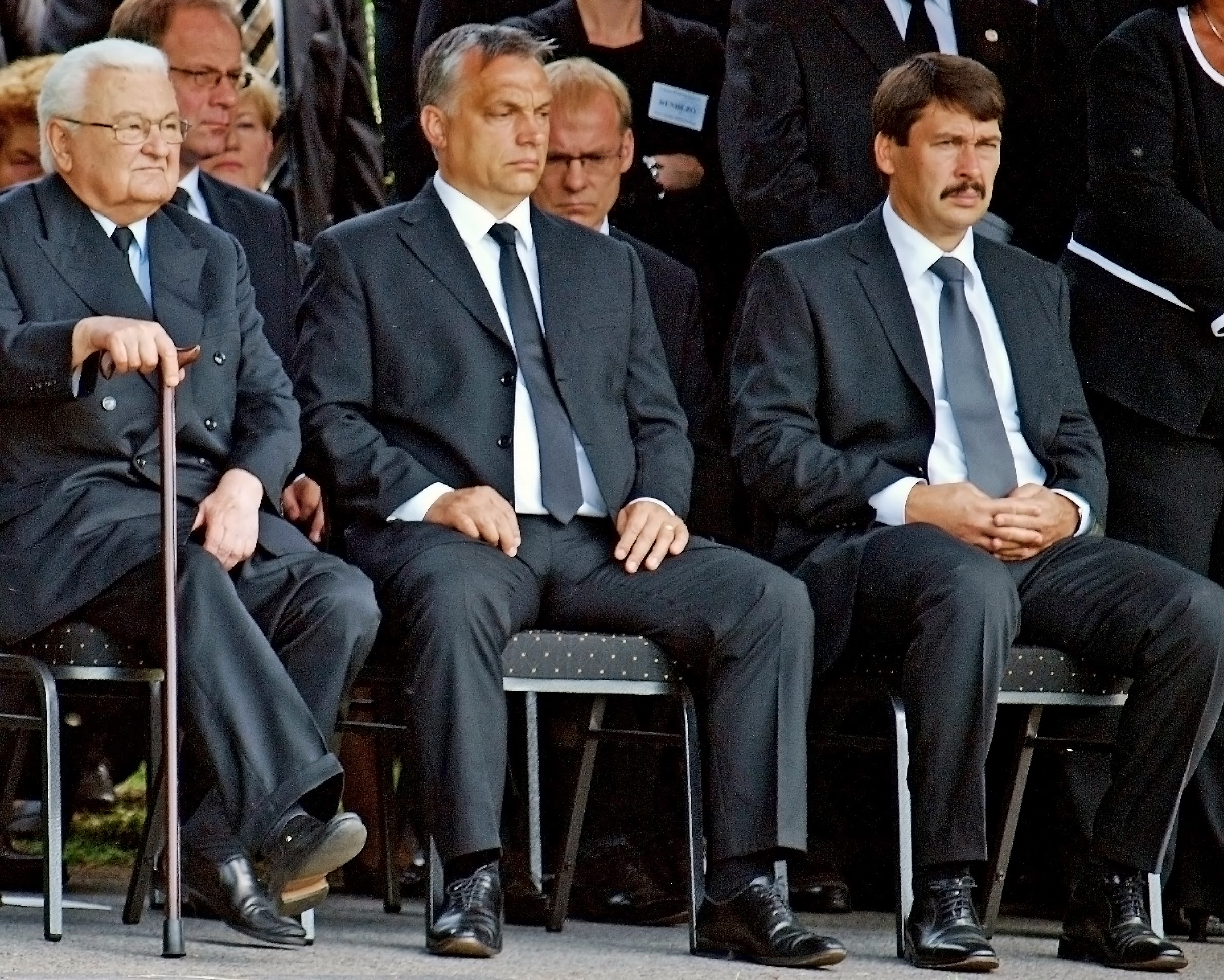
Maďarští politici: Péter Boross, Viktor Orbán Viktor a János Áder.

Péter Boross (* 27. srpna 1928 Nagybajom) je maďarský politik. V letech 1993–1994 byl druhým premiérem Maďarské republiky.

## Biografie
Péter Boross se narodil dne 27. srpna 1928 v městečku Nagybajom v župě Somogy v tehdejším Maďarském království. Vysokoškolské vzdělání získal na Pázmány Péter Tudományegyetem, kde studoval právnickou fakultu.
V letech 1951 až 1957 byl členem Městské rady hlavního města Budapešti. Během Maďarského povstání v roce 1956 byl členem Budapešťské revoluční komise. Na základě revoluční činnosti byl v roce 1957 zatčen a internován. Až do roku 1959 žil pod policejním dozorem. Od roku 1965 byl náměstkem ředitele pro zahraniční obchod v podniku Délpesti Vendéglátóipari Vállalathoz. V roce 1971 byl jmenován ředitelem, a tuto funkci si udržel až do svého odchodu roku 1989.

## Politická kariéra
Od roku 1989 se Boross aktivně podílel na státní politice a také byl ve vládě Józsefa Antalla. V roce 1992 vstoupil do Magyar Demokrata Fórum a o rok později byl zvolen do celostátního vedení strany. Po neočekávané smrti premiéra József Antalla byl dne 12. prosince 1993 Péter Boross zvolen premiérem Maďarské republiky. Ve volbách 1994 však jeho strana utrpěla drtivou porážku od levicové MSZP a novým premiérem se dne 15. července 1994 stal Gyula Horn (MSZP).